# Clowndoktor
Ein Clowndoktor oder Klinikclown ist ein Clown (angelernter Schauspieler), der in Spitälern und Pflegeinstitutionen auftritt, um dort kranken Menschen mittels Humor wieder Hoffnung und Lebensmut zu schenken. Der Auftritt erfolgt in der Regel in Zweier-Teams, die immer in enger Zusammenarbeit mit dem Pflegepersonal ihrer Aufgabe nachgehen.

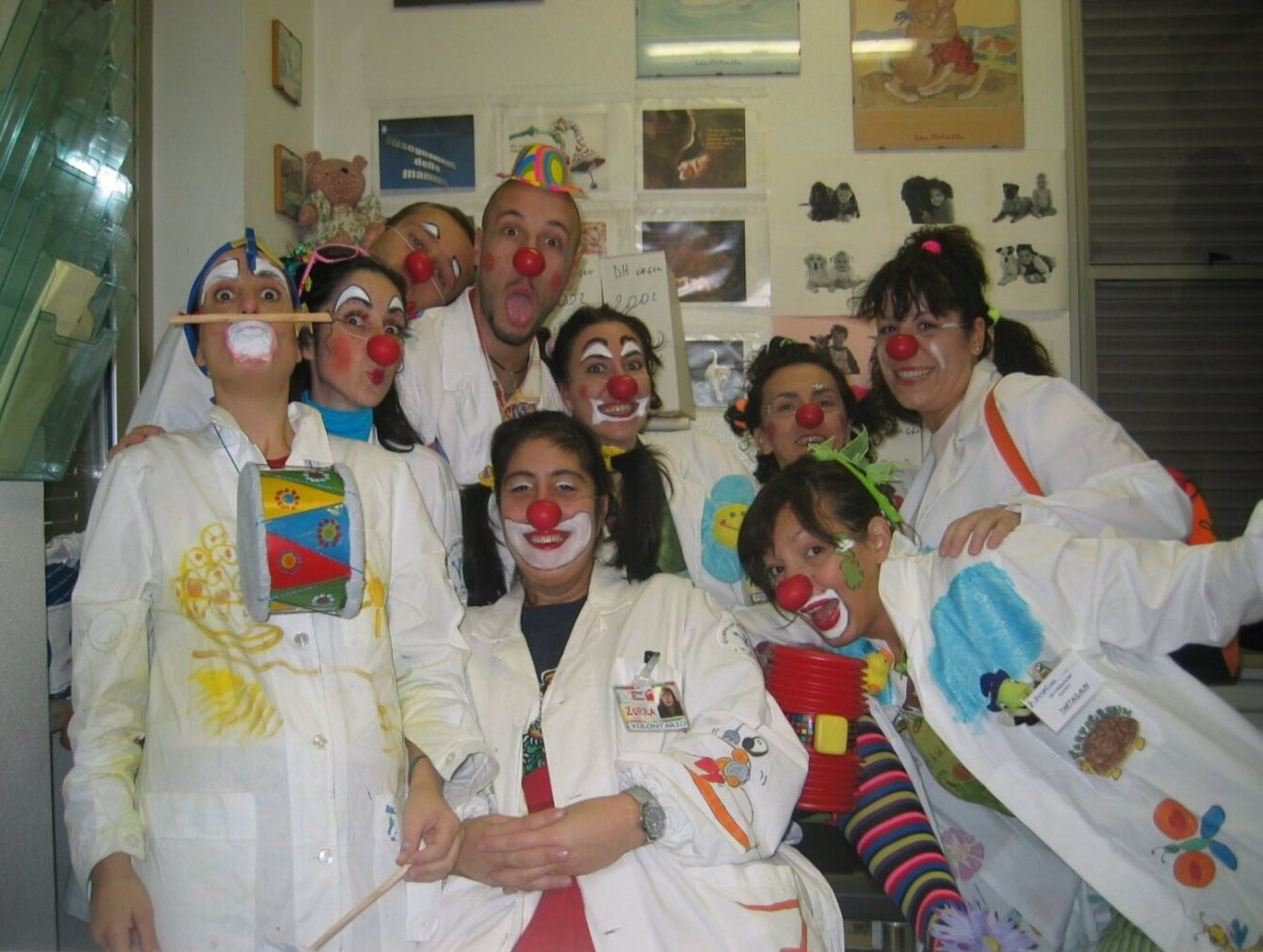
Eine Clowndoktor-Gruppe im Spital Bambin Gesù in Rom (Dezember 2005)

## Beschreibung
Unter dem Motto „Lachen ist die beste Medizin“ wird versucht, die emotionale Situation der Patienten zu verbessern, die oft mit Langeweile und Trostlosigkeit verbunden ist. Ziel der Clowns ist die Lockerung der oft tristen Klinik-Atmosphäre. Sie möchten die Patienten zum Lachen bringen und so zu ihrer schnelleren Genesung beitragen. Diese Spielart des therapeutischen Humors wird unter dem Begriff Clowntherapie mittlerweile auch wissenschaftlich erforscht. So wurde bei einer Studie an einer israelischen Klinik beobachtet, dass sich der Prozentsatz erfolgreicher In-vitro-Fertilisationen mit dem Besuch von Clowndoktoren von 20 % auf 36 % steigerte.

## Geschichte
Die Clowndoktoren gehen auf eine Idee des US-amerikanischen Clowns, Jongleurs und Mitbegründers des Big Apple Circus (New Yorker Stadtzirkus) Michael Christensen (* 1947) zurück. 1986 entwickelte er das „Clown doctoring“ und gründete die „Big Apple Circus Clown Care“, eine Organisation innerhalb des Big Apple Circus, die Clowns in Kinderkliniken schickte. Diese Methode wurde schnell international populär, so entstand 1991 in Österreich der Verein CliniClowns, der in Europa die ersten Clownvisiten durchführte. 1993 gründeten in der Schweiz die Brüder Jan und André Poulie die Stiftung Theodora, 1994 entstand in Deutschland der Verein Clown Doktoren e.V. sowie in Österreich der Verein Rote Nasen Clowndoctors. In Deutschland gibt es seit 2004 einen bundesweiten Dachverband, „Clowns in Medizin und Pflege Deutschland e.V.“, in dem 16 Klinikclown-Vereine organisiert sind, die zusammen 240 Clowns vertreten (Stand 4/2019). Von dem Arzt und Komiker Eckart von Hirschhausen wurde eine Stiftung gegründet, die Spender und Akteure der Klinikclown-Szene vernetzt und Weiterbildungen für Ärzte, Pflegekräfte und Clowns organisiert.